# Beno Gutenberg

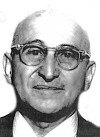
Beno Gutenberg

Beno Gutenberg (auch: Benno, * 4. Juni 1889 in Darmstadt, Deutschland; † 25. Januar 1960 in Pasadena, USA) war ein deutscher Seismologe, der mit seinem Lebenswerk entscheidend zum heutigen Verständnis des Erdaufbaus beigetragen hat.

## Leben
Gutenberg studierte zunächst in Darmstadt und wechselte 1908 nach Göttingen mit dem Ziel eines Studiums der Meteorologie. Hier hörte er Vorlesungen von Emil Wiechert, der kurz zuvor das Institut für Geophysik etabliert hatte. Bei Wiechert promovierte Gutenberg 1911 mit einer seismologischen Arbeit. Zwei Jahre später bestimmte Gutenberg aus seismologischen Untersuchungen den Radius des Erdkerns. Seine Berechnung gilt noch heute als exakt. Die Kern-Mantel-Grenze wird daher besonders in der älteren Literatur auch Wiechert-Gutenberg-Diskontinuität genannt.
Gutenberg wurde Mitarbeiter der Internationalen Seismologischen Assoziation in Straßburg. Während des Ersten Weltkrieges fungierte er als Meteorologe bei der Truppe und wurde verwundet. Nach Ende des Krieges kehrte Gutenberg nach Straßburg zurück, wechselte aber später nach Frankfurt am Main, wo er 1926 außerordentlicher Professor wurde. Zuvor gehörte er unter anderem mit  Karl Erich Andrée, Gustav Angenheister, Immanuel Friedländer, Franz Kossmat, Gerhard Krumbach, Karl Mack, Ludger Mintrop, Peter Polis, August Heinrich Sieberg und Emil Wiechert zu den Gründungsmitgliedern der am 19. September 1922 in Leipzig gegründeten Deutschen Seismologischen Gesellschaft, der heutigen Deutschen Geophysikalischen Gesellschaft.
In den folgenden Jahren veröffentlichte Gutenberg eine große Zahl von wissenschaftlichen Arbeiten. Obwohl er bereits weltbekannt und der führende Seismologe in Deutschland war, gelang es ihm nicht, eine ordentliche Professur zu erlangen. Seinen Lebensunterhalt verdiente Gutenberg, nachdem sein Vater gestorben war, als Geschäftsführer der väterlichen Seifenfabrik in Darmstadt. Es gibt Hinweise, speziell im Zusammenhang mit einem Berufungsverfahren auf die Nachfolge seines Doktorvaters Emil Wiechert in Göttingen im Jahre 1928, dass seine jüdische Herkunft dabei eine Rolle spielte, da die dortige Professorenschaft einen zu hohen Anteil von Juden im Lehrkörper befürchtete.

### Anstellung in Pasadena
1929 besuchte Gutenberg das Seismologische Labor im US-amerikanischen Pasadena, in das er ein Jahr später wechselte. Er erhielt die Professur für Geophysik am California Institute of Technology (Caltech), in welches das Seismologische Labor 1936 integriert wurde. Gutenberg wurde 1947 Direktor des Labors, das unter seiner Führung eine zentrale Rolle in der Erforschung von Erdbeben und der tiefen Strukturen der Erde einnahm.
Gemeinsam mit Charles Francis Richter erarbeitete er den Zusammenhang zwischen der Energiefreisetzung eines Erdbeben und dessen Magnitude: Die Gutenberg-Richter-Skala, meist jedoch nur als Richter-Skala bezeichnet. Ferner entdeckte Gutenberg die Zone niedriger Geschwindigkeiten im oberen Erdmantel, die heute als Asthenosphäre bekannt ist. Die Grenze zwischen der Lithosphäre und der Asthenosphäre wird daher als auch Gutenberg-Diskontinuität bezeichnet. 1945 entwickelte er die Raumwellen-Magnituden-Skala und die Oberflächenwellen-Magnituden-Skala zur Messung von Erdbeben-Magnituden, sowie 1956 zusammen mit Charles Francis Richter die Einheits-Magnituden-Skala als Kombination beider.
Beno Gutenberg ging 1958 in den Ruhestand, setzte seine Forschung jedoch weiter fort. Er starb am 25. Januar 1960 im Alter von 70 Jahren an einer schweren Lungenentzündung als Folge einer Grippe-Infektion.
In Würdigung und im Andenken an den Forscher wird von der European Geosciences Union (EGU) die nach ihm benannte Beno Gutenberg Medal verliehen.

## Trivia
Das erste Mal, dass Gutenberg ein Erdbeben persönlich erlebte, war am 9. März 1933 beim Long-Beach-Erdbeben in Kalifornien, was er aber nicht mitbekam, da er sich zu dieser Zeit angeregt mit Albert Einstein auf dem Caltech Campus unterhielt.

## Auszeichnungen und Ehrungen
- 1945 Mitglied der National Academy of Sciences
- 1947 Auswärtiges Mitglied der Accademia Nazionale dei Lincei
- 1950 Lagrange-Preis der Königlich-Belgischen Akademie
- 1950 Mitglied der American Academy of Arts and Sciences
- 1953 William Bowie Medal der American Geophysical Union
- 1956 Emil-Wiechert-Medaille der Deutschen Geophysikalischen Gesellschaft

Seit 2003 trägt der Gutenberg-Gletscher in der Antarktis seinen Namen.

## Veröffentlichungen (Auswahl)
- Die seismische Bodenunruhe und ihr Zusammenhang mit den Nachbargebieten, insbes. Geologie und Meteorologie, Berlin 1924.
- Der Aufbau der Erde, Berlin 1925
- Grundlagen der Erdbebenkunde, Berlin 1927
- Seismicity of the Earth, gemeinsam mit Charles Francis Richter, New York 1941
- Physics of the earth's interior, New York 1959